# Alt andet blev pludseligt totalt ligegyldigt
Alt andet blev pludseligt totalt ligegyldigt er en kortfilm fra 2001 instrueret af Esben Larsen efter eget manuskript.

## Handling
En slags roadmovie i 3 dele. Vi følger 2 venner, der driver rundt i gaderne i byen og går på café. Deres interesser er kvinder, shawarma samt en lille film om to hunde, der følger en tennisbold med øjnene.